# رودریگو آگویره
رودریگو آگویره (انگلیسی: Rodrigo Aguirre؛ زادهٔ ۱ اکتبر ۱۹۹۴) بازیکن فوتبال اهل اروگوئه است.
از باشگاه‌هایی که در آن بازی کرده‌است می‌توان به امپولی، اودینزه، پروجا، باشگاه فوتبال لیورپول (مونته‌ویدئو)، و اودینزه اشاره کرد.
وی همچنین در تیم‌های ملی فوتبال Uruguay U-17 Uruguay U-20 بازی کرده‌است.